# أفي توليدانو
آفي توليدانو (بالعبرية: אבי טולדנו- بالإنجليزية : Avi Toledano) ولد 4 أبريل 1948. هو المغني إسرائيلي وشاعر وملحن من أصل يهودي مغربي.

## سيرة شخصية
ولد أبراهام (آفي) توليدانو في مكناس، المغرب. في عام 1965، عندما كان سن ال 16 هاجر إلى إسرائيل، واستقر في كيبوتز روحاما "Kibbutz Ruhama".

## روابط خارجية
- أفي توليدانو على موقع IMDb (الإنجليزية)
- أفي توليدانو على موقع ميوزك برينز (الإنجليزية)
- أفي توليدانو على موقع أول ميوزيك (الإنجليزية)
- أفي توليدانو على موقع ديسكوغز (الإنجليزية)